# Choi In-seok
Choi In-seok oder auch Choi In-suk (* 17. September 1953 in Namwon, Provinz Nord-Chŏlla) ist ein südkoreanischer Schriftsteller und Dramatiker.

## Leben
Choi In-seok begann seine Karriere als Romanschreiber, nachdem er lange Zeit erfolgreich als Theater- und Drehbuchautor gearbeitet hatte. Ab 1985, unter der Diktatur von Chun Doo-hwan, konnte er kein einziges seiner Stücke auf die Bühne bringen, woraufhin er begann, Prosa zu schreiben. 1986 debütierte er mit dem Roman Die Zuschauer als Romanautor. Er erhielt zahlreiche Preise, unter anderem den „Taesan Literaturpreis“.
Chois Werke, in denen oft melancholische oder groteske Protagonisten auftreten, offenbaren soziale Ungerechtigkeiten. Aufgrund seiner Erfahrung in der Dramatik versteht es Choi von geschlossenen Räumen, Halluzination und starrer Charakterisierung Gebrauch zu machen. Seine Werke werden deshalb auch als Beispiele für 'magischen Realismus' und 'Jahrmarkt des Verworfenen' bezeichnet. Seine Charaktere träumen von Utopia, während sie ihre inneren Qualen in Isolation ertragen.

## Arbeiten

### Koreanisch

#### Erzählungen
Erzählbände
- 인형만들기 Puppen machen Seoul: Hangilsa 1991
- 내 영혼의 우물 Der Brunnen meiner Seele Seoul: Koryowon 1995
- 혼돈을 향하여 한 걸음 Einen Schritt zum Chaos hin Seoul: Ch'angbi 1997
- 나를 사랑한 폐인 Ein menschliches Wrack, das mich liebte Seoul: Munhakdongne 1998
- 구렁이들의 집 Das Haus der Riesenschlangen Seoul: Ch'angbi 2001

#### Romane
- 구경꾼 Der Zuschauer Seoul: Sosŏl munhak 1986
- 새떼 Vogelschwarm Seoul: Hyonam 1988
- 내마음에는 악어가 산다 In meinem Herzen lebt ein Krokodil Seoul: Sallim 1990
- 안에서 바깥에서 Drinnen und Draußen Seoul: P'urŭn namu 1991
- 아름다운 나의 귀신 (鬼神) Meine schönen Geister Seoul: Ch'angbi 1999
- 서커스 서커스 Zirkus, Zirkus Seoul: Ch'aek sesang 2002
- 이상한 나라에서 온 스파이 Spion aus dem Wunderland Seoul: Ch'angbi 2003

### Übersetzungen

#### Deutsch
- Der Brunnen meiner Seele München: Middelhauve 2000 ISBN 978-3787697076
- Bruder! in: Die Sympathie der Goldfische. Neue koreanische Erzählungen Frankfurt: Suhrkamp 2005 ISBN 978-3518417195

## Auszeichnungen
- 1980: Koreanischer Literaturpreis für Nachwuchsautoren
- 1983: Paeksang Kunstpreis für neue Autoren
- 1985: Yŏnghŭi Theaterpreis
- 1985: Literaturpreis der Republik Korea für neue Autoren
- 1995: Taesan Literaturpreis
- 1997: Park Yŏng-jun Literaturpreis
- 2003: Han Musuk Literaturpreis